# Macropædia

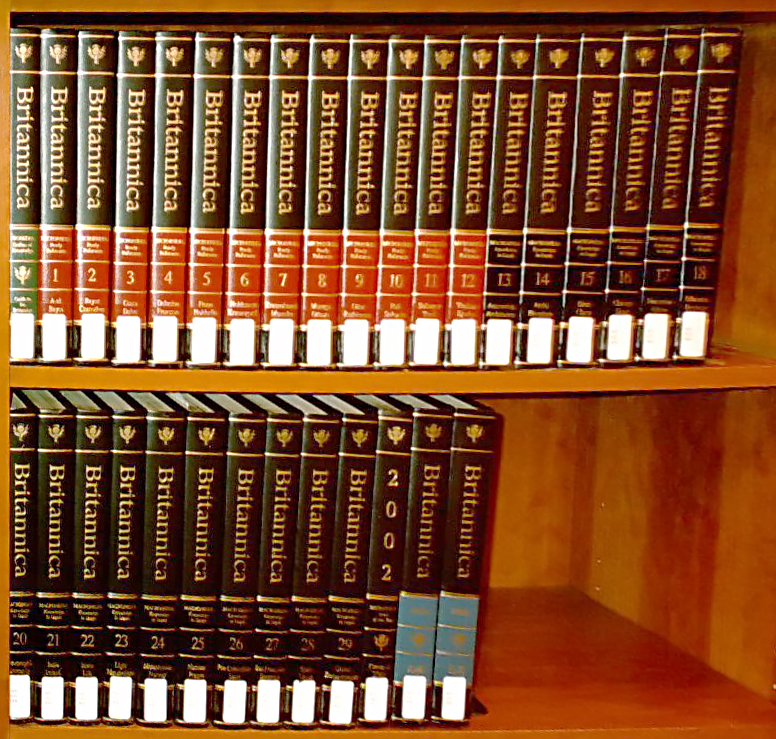
Decimoquinta edición de la Encyclopædia Britannica, entre los que se incluyen los tomos de la Macropædia

Los 17 tomos de la Macropædia constituyen una de las partes de la Encyclopædia Britannica junto con los 12 volúmenes de la Micropædia y el índice de temas (Propædia).
El nombre Macropædia es un neologismo acuñado por Mortimer J. Adler y proveniente del griego antiguo significando Macro- (μακρο) "grande" y -pædia (de παιδεία) "educación". Esta acepción sirve a los propósitos de comparar los artículos que la Macropædia contiene con los que hay en la Micropædia, donde los artículos son cortos y están destinados para una consulta rápida y superficial sobre los temas mientras que los artículos de la Macropædia sirven para estudiar un tema en profundidad.
La Macropædia apareció por primera vez en la decimoquinta edición, en 1974, con 19 volúmenes y 4207 artículos. En la gran reorganización que se produjo en la enciclopedia en la edición de 1985, la inmensa mayoría de los artículos se combinaron dando como resultado apenas 700 artículos, de una longitud de entre 2 y 310 páginas, incluidos en 17 volúmenes. El artículo más extenso es el de los Estados Unidos de América, resultado de la unión de las 50 entradas pertenecientes a cada uno de los estados.
Los artículos de la Macropædia son generalmente escritos por colaboradores renombrados y contienen referencias cruzadas, en contraste con los aproximadamente 65.000 artículos de la Micropædia en los que no aparece el nombre de su creador ni hay referencias. Sin embargo, algunas partes de la Macropædia han sido escritas por el personal editorial de la enciclopedia. Dichas entradas están identificadas con las iniciales "Ed".
Desde la reorganización de 1985, la Macropædia ha sido modificada añadiéndola nuevos artículos y juntando, modificando o incluso eliminando algunos ya existentes.